# 2020年长江洪水

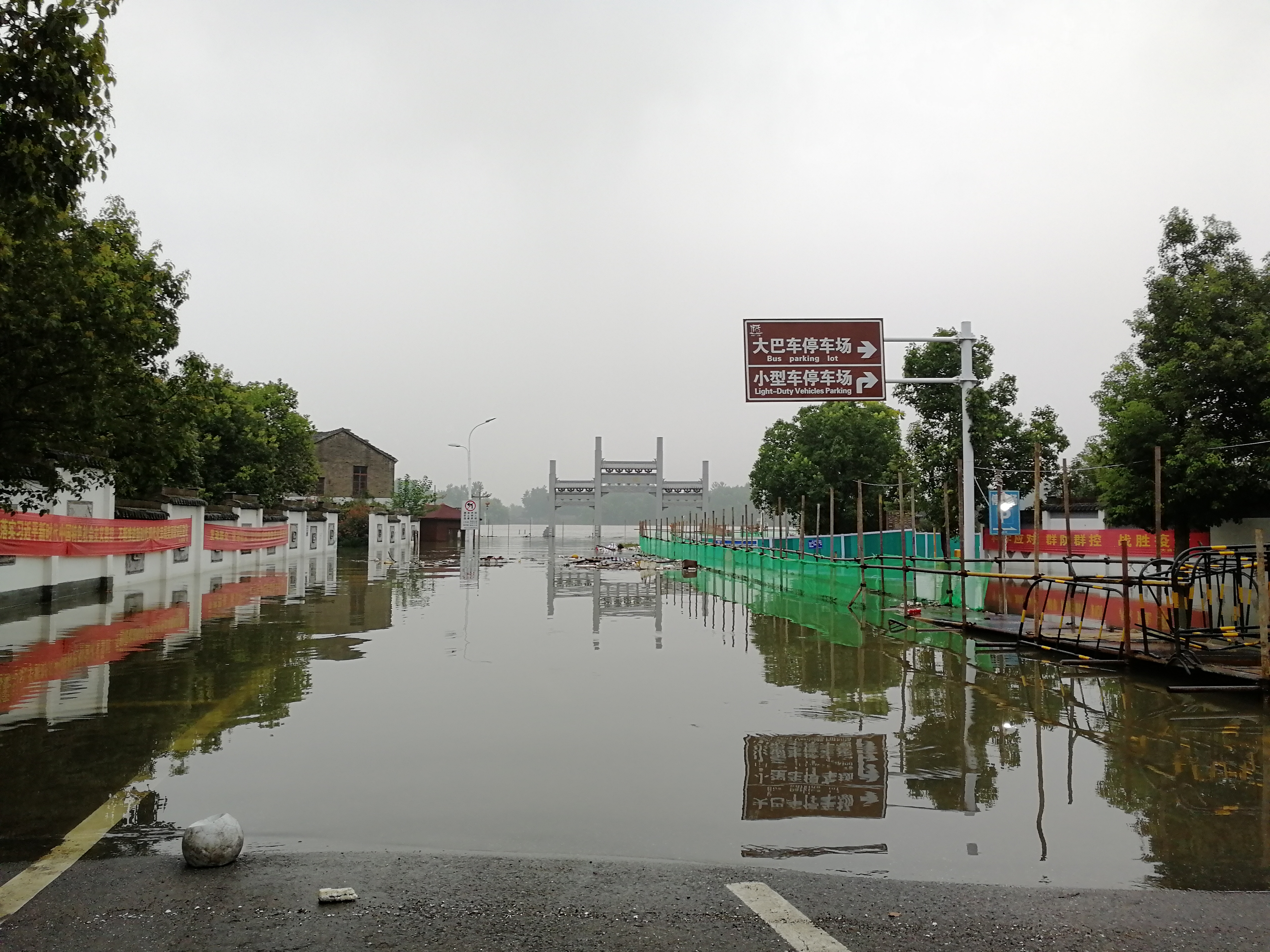
2020年7月被淹没的铜陵大通古镇

三峡水库水位及入库流量过程线 表示从长江第一号洪水到长江第五号洪水

2020年长江洪水指2020年6月至8月在中国长江流域因持续强降雨所引起的一系列洪灾。在此期间共有五次强度达到编号标准的洪水，分别被命名为长江第一号洪水到长江第五号洪水。

## 长江第一号洪水
2020年长江第一号洪水指的是长江流域於2020年6月发生的强降雨所导致的洪灾。

### 命名
三峡水库仅7月2日10时入库流量就已经达到50000立方米/秒，中华人民共和国水利部根据《全国主要江河洪水编号规定》，命名此次洪水为2020年长江第一号洪水。

### 形成
2020年6月29日起，三峡水库出库流量按日均35000立方米每秒控制，拦截上游的洪水，企图缓解下游的洪灾。
2020年7月，中国长江流域的强降雨没有缓解的现象。长江上游干流、乌江及三峡区间来水相较于6月明显增加。
2020年7月2日，三峡水库入库流量达50000立方米/秒。同天，水利部命名此次洪水为2020年长江第一号洪水。长江水利委员会也在这天启动长江水旱灾害防御Ⅳ级应急响应。新华社发文称未来一周长江流域将有三次强降雨过程，乌江中下游、清江及长江中下游干流附近累计雨量会达到100毫米至150毫米。向寸区间支流、乌江中下游、三峡区间、清江、汉江中下游、洞庭湖湖区及长江中下游干流将在未来一周内明显涨水，长江干流城陵矶附近地区、乌江中下游及部分中小河流可能会发生超警洪水。

## 长江第二号洪水
2020年长江第二号洪水指的是长江上游干流及三峡区间来水继续增加，三峡水库入库流量继续快速上涨情况下出现的洪水。持续时间约为2020-07-14至2020-07-19。

### 命名
2020年7月17日10时，三峡水库入库流量上涨幅度很大，达到50000立方米/秒。根据中华人民共和国主要江河洪水编号规定，此次来水达到洪水编号标准，被定名为2020年长江第二号洪水。

### 过程
2020年7月14日以来，四川、重庆等地出现暴雨或大暴雨。三峡水库拦蓄洪水，水位不断增加。
7月15日20时，三峡水库入库流量为28100立方米/秒。
7月17日10时，三峡水库入库流量为50000立方米/秒，出库流量为32200立方米/秒，水库水位达到157.11米，超出汛限水位12米。
7月17日11时，三峡水库已动用防洪库容约70亿立方米，还剩约150亿立方米。
7月18日8时，三峡水库入库流量達到61000立方米/秒之峰值，持續約18小時。出库流量则为33000立方米/秒，拦洪率超过45%。
7月19日20时，三峡水库入库流量4.6万立方米/秒，相较于峰值已经下降了1.5万立方米/秒。根据官方说法，2020年长江第二号洪水已经顺利通过三峡大坝。

### 应对措施
2020年7月19日12时，长江水利委员会水文局发布长江中游干流沙市江段洪水蓝色预警，升级发布滁河洪水橙色预警，继续发布长江中下游干流城陵矶以下江段、洞庭湖区、鄱阳湖区、水阳江洪水橙色预警，金沙江石鼓江段洪水黄色预警，提请有关单位和公众注意防范。

## 长江第三号洪水
2020年长江第三号洪水指长江上游岷江、嘉陵江及向家坝至寸滩区间、三峡区间来水继续增加，三峡水库入库流量快速上涨情况下出现的洪水。

### 命名
2020年7月26日，据水利部长江水利委员会水文局消息，受强降雨影响，长江上游岷江、嘉陵江及向家坝至寸滩区间、三峡区间来水明显增加，三峡水库入库流量快速上涨，7月26日14时涨至50000立方米每秒。根据《全国主要江河洪水编号规定》，达到洪水编号标准。此次洪水被命名为2020年长江第三号洪水。

### 形成经过
2020年7月23日，湖北省防汛抗旱指挥部称2020年长江第三号洪水正在形成。
2020年7月26日2时至12时，三峡入库流量从36000立方米每秒快速上涨至50000立方米每秒。
2020年7月27日14时，洪峰流量达到60000立方米每秒，三峡大坝拦洪削峰达36.7%。

## 长江第四号洪水
2020年长江第四号洪水是指长江上游支流沱江、涪江、岷江及干流泸州至寸滩江段因强降雨导致的洪灾。

### 命名
2020年8月14日5时，受强降雨影响，长江上游支流沱江、涪江发生超保洪水，岷江及干流泸州至寸滩江段发生超警洪水。长江上游干流寸滩站流量涨至50900立方米每秒，根据《全国主要江河洪水编号规定》，达到洪水编号标准。

### 过程
8月14日5时，水利部长江水利委员会水文局正式发布：“长江2020年第4号洪水”在长江上游形成。
预计14日晚寸滩水文站洪峰流量58000立方米每秒左右。
预计15日8时三峡水库最大入库流量在59000立方米每秒左右。

### 预防
水利部有关负责人于8月14日称水利部长江水利委员会及相关省（市）要加强监测预报预警，做好三峡等骨干水库的防洪调度和堤防巡查防守等工作，保障防洪安全。

## 长江第五号洪水
2020年长江第五号洪水是指长江上游支流岷江、沱江、嘉陵江和涪江因强降雨发生的洪灾。

### 命名
8月17日14时，寸滩水文站流量涨至20100立方米每秒，根据《全国主要江河洪水编号规定》，达到洪水编号标准。水利部长江水利委员会水文局称2020年长江第五号洪水形成， 三峡水库最大入库流量在8月19日将会达到70000立方米每秒左右。8月20日，2020年长江第5号洪水通过重庆中心城区。19日12时入库流量涨至72000立方米每秒，為三峽水庫興建以來新高紀錄，原紀錄為2012年7月24日71200立方米每秒。20日洪峰抵達将達75000立方米每秒。

### 应对
水利部近期加密会商研判，要求水利部长江水利委员会及相关省（市）加强监测预报预警，做好三峡等骨干水库的防洪调度和堤防巡查防守等工作，保障防洪安全。